# Secret Journey
Singles de The Police
Spirits in the Material World
(1982) Every Breath You Take
(1983)
Pistes de Ghost in the Machine
Ωmegaman Darkness (Copeland)
Secret Journey est une chanson de The Police sortie en single en mai 1982 aux États-Unis à la place du single Invisible Sun sorti uniquement au Royaume-Uni et en Irlande. Sting parle de cette chanson en ces termes :

« C'est une chanson presque mystique. Vous avez besoin de faire quelque chose, d'aller quelque part pour sortir de vous-même. J'ai lu le livre Rencontres avec des hommes remarquables qui dit que vous avez besoin de faire un voyage. Il n'est pas nécessaire que cela soit un voyage réel, ce peut-être un voyage par la pensée. »

— Sting, Ghost In The Machine, Octobre 1981

« It's a quasi-mystical song. You have to do something, go somewhere, to get outside yourself. I read the book "Meetings with Remarkable Men" which says you have to make a journey. It doesn't have to be a real journey, it can be a mental journey. »

— Sting, 'Ghost In The Machine' Press Release, October 1981
La chanson a été publiquement interprétée seulement aux États-Unis pendant dix jours lors du Ghost In The Machine Tour.

## Classements hebdomadaires
| Classement (1982)              | Meilleure position |
| ------------------------------ | ------------------ |
| États-Unis (Billboard Hot 100) | 46                 |